# 光明與黑暗 (遊戲)
《光明与黑暗》（日語：シャイニング&ザ・ダクネス），是1991年Mega Drive游戏平台上的角色扮演游戏。它是Mega Drive平台上发布的第一个角色扮演游戏，并且也是《光明与黑暗系列》的首作，该系列跨越世嘉四代游戏平台，以及Game Boy Advance、PlayStation 2等其他平台。
游戏移植版於2007年8月13日在北美地区推出，透過Wii平台的Virtual Console網路服務來發售，并于2007年9月7日在欧洲地區發售。
此外，游戏也出现在Xbox 360和PlayStation 3上的合集《Sonic's Ultimate Genesis Collection》之中。

## 游戏
光明与黑暗是“地下城探险”类型的RPG。游戏中玩家控制主角，和两个朋友（Pyra和Milo）探索三维的地下城迷宫。游戏包括剧情互动、地牢探险、随机怪物战斗和固定Boss战。这个游戏的战斗操作与同一时代的角色扮演游戏（如《勇者斗恶龙》）类似。探索地牢迷宫时随机遭遇怪物并进入回合制战斗。此外，地下城中需要救出三个角色。救出其中任何一个或救出所有是可选的，故事会根据玩家所救出的人发生变化。另一个重要的创新是其图标型的菜单系统。菜单包括用于在地牢战斗、装备管理和镇中角色互动。

## 剧情
故事发生在丛林中的王国，当邪恶巫师Dark Sol威胁到王国时，国王的女儿和主角的父亲已消失了。主角要找到光之武器、拯救公主和他的父亲，并阻止Dark Sol。

## 角色
馬克斯（マックス，Max）
本作主角，王宮的新手戰士，團隊中以直接攻擊為主，有著素質不遜於其父的評價。
比爾博（ビルボ，Bilbo）
哈比族的見習僧侶，擅長回復魔法與一定程度的直接攻擊，主角的兒時朋友。
梅琳（Merlin）
精靈族的魔法師，擅長攻擊魔法，主角的兒時朋友。
梅菲斯特（メフィスト，Mephisto）
謎樣的巫师，綁走公主克蕾雅，並對王國構成威脅，真身是意料之外的人物。
海外版以Dark Sol（ダークソル）為名稱，爾後光明力量系列以此名為統稱。
哈修·詹·基里（ハッシュ・ザ・キリー，Hash the Killy）
酒場的獨眼冒險者，以紳士態度給予主角許多忠告建議幫助冒險。

## 评价
| 媒体       | 得分    |
| ---------- | ------- |
| 龙         | 4/5颗星 |
| RPGFan     | 82%     |
| Sega Force | 90%     |